# Begonia capillipes
Espèce
Synonymes
- Begonia cultrata Irmsch.[1]

Begonia capillipes est une espèce de plantes de la famille des Begoniaceae.
L'espèce fait partie de la section Tetraphila.
Elle a été décrite en 1904 par Ernest Friedrich Gilg (1867-1933).

## Répartition géographique
Cette espèce est originaire des pays suivants : Cameroun ; Guinée Équatoriale ; Gabon.